# NGC 271
NGC 271 es una galaxia espiral barrada de la constelación de Cetus. 
Fue descubierta el 1 de octubre de 1785 por el astrónomo William Herschel.